# 三田通り

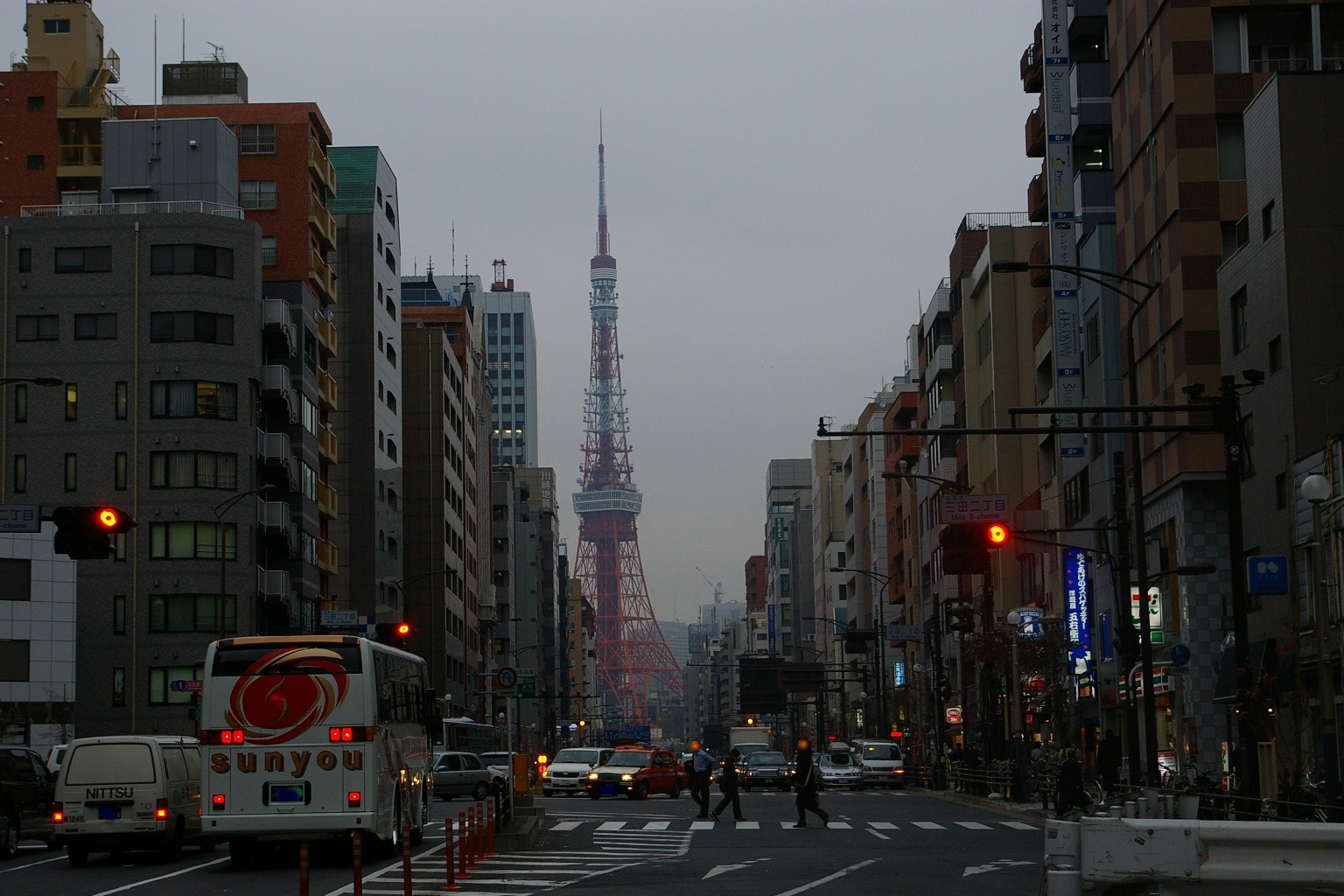
東京タワー側

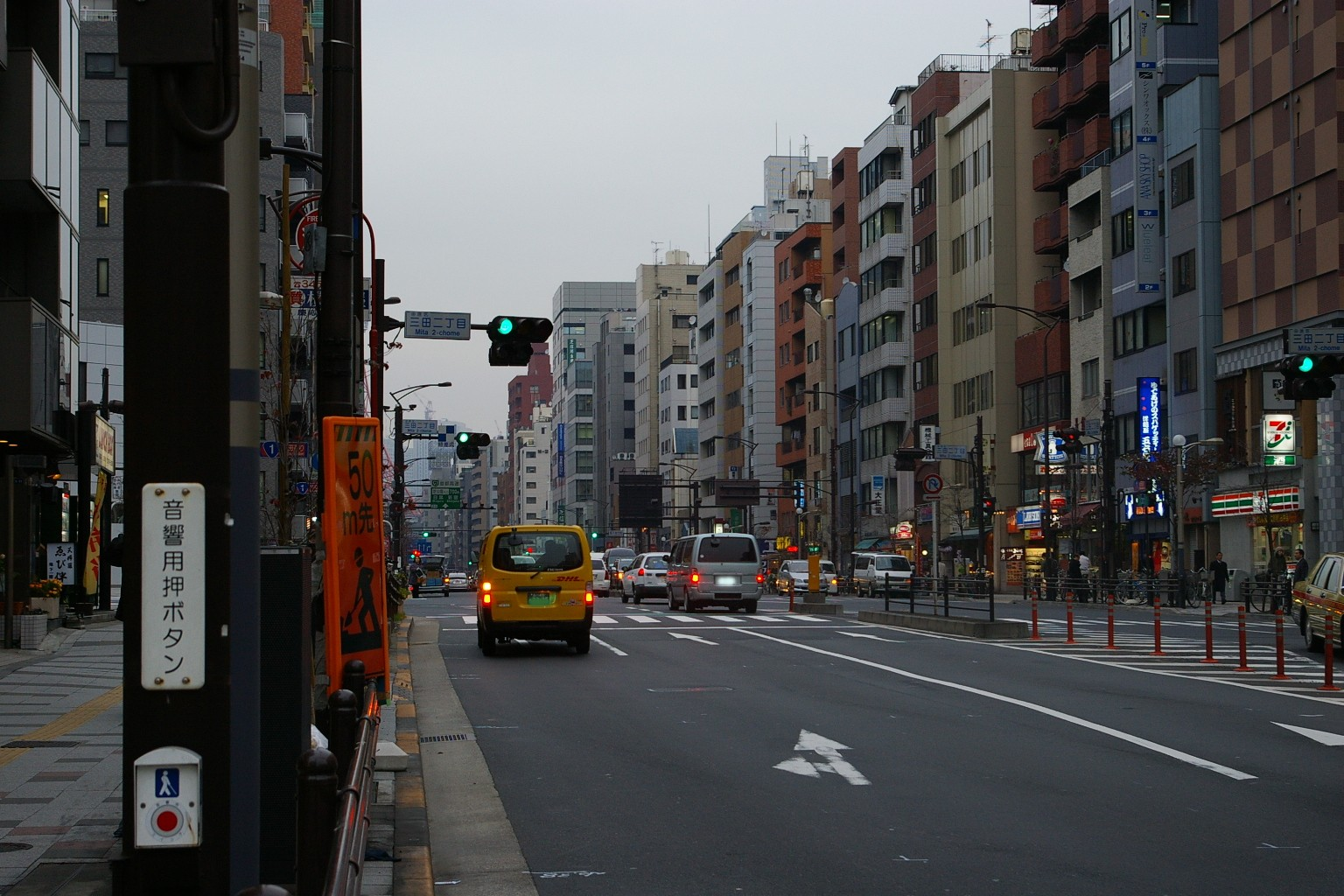
札の辻側

三田通り（みたどおり）とは東京都港区三田二丁目と芝五丁目の境界線上に存在する通りである。三田通りとしての区間は赤羽橋交差点から札の辻交差点まで（東京都道301号白山祝田田町線）であるが、赤羽橋交差点から三田二丁目交差点までは桜田通り（国道1号）と重複する。
かつては商店街が発達していたが、現在ではテナントビル、オフィスビル、マンションが立ち並ぶ。また片側二車線であったが、1990年代より拡張工事が行われ現在は三車線となっている。
北側に東京タワーが所在し、通のどの部分よりも東京タワーを望むことが可能である。
西側には、済生会中央病院、三田国際ビル、慶應義塾大学、聖徳三田幼稚園が存在する。東側には三田図書館、芝浦側には嘗て港都税事務所、三田警察署が存在したが、移転して現在は再開発中である。
西側から綱の手引き坂、東側から慶応仲通り商店街が注ぎ込む。赤羽橋に交差する地点に伏見三寳稲荷神社が鎮座する。

## ギャラリー

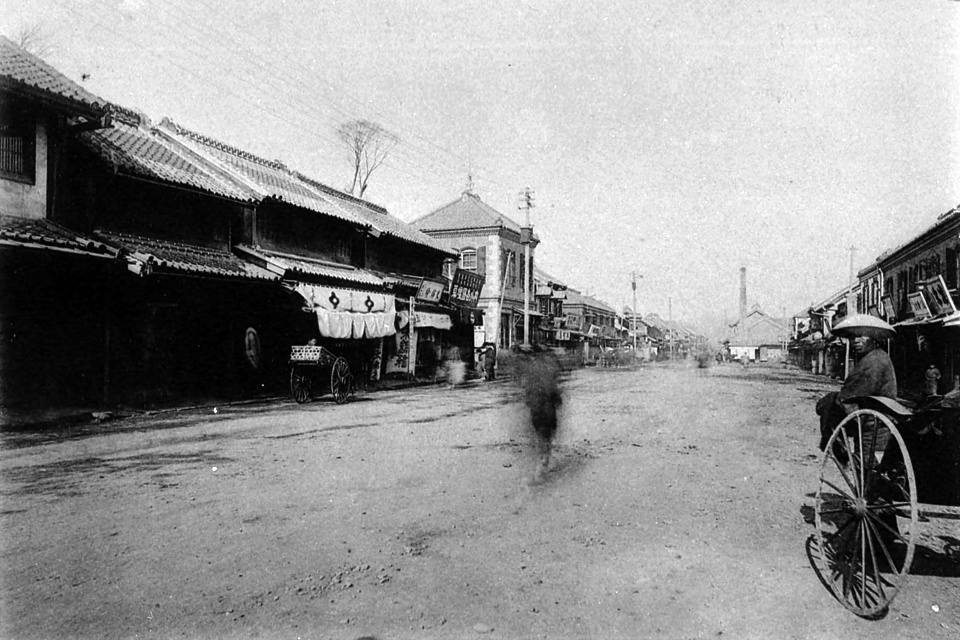
明治中期の三田通り
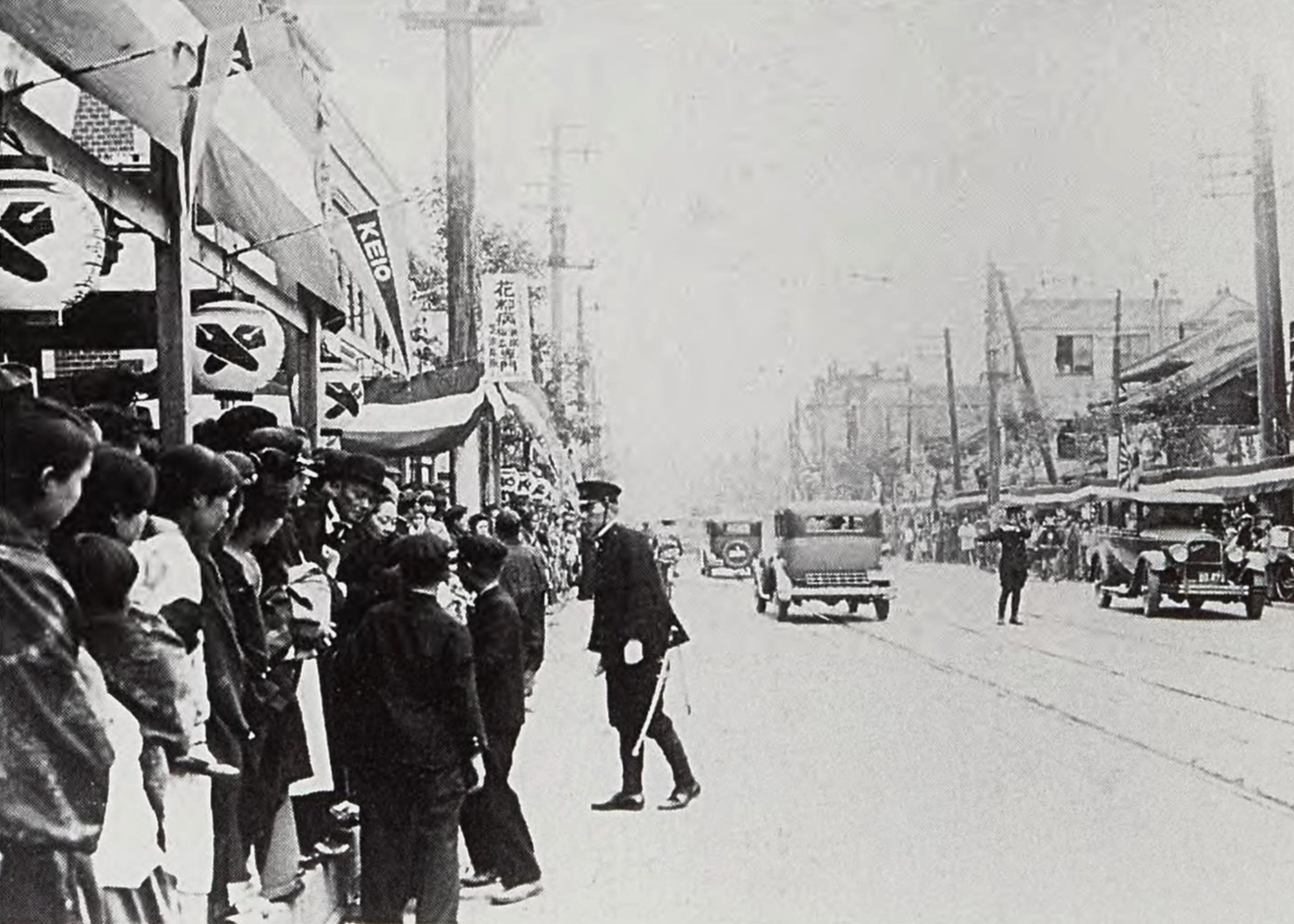
昭和初期の三田通り
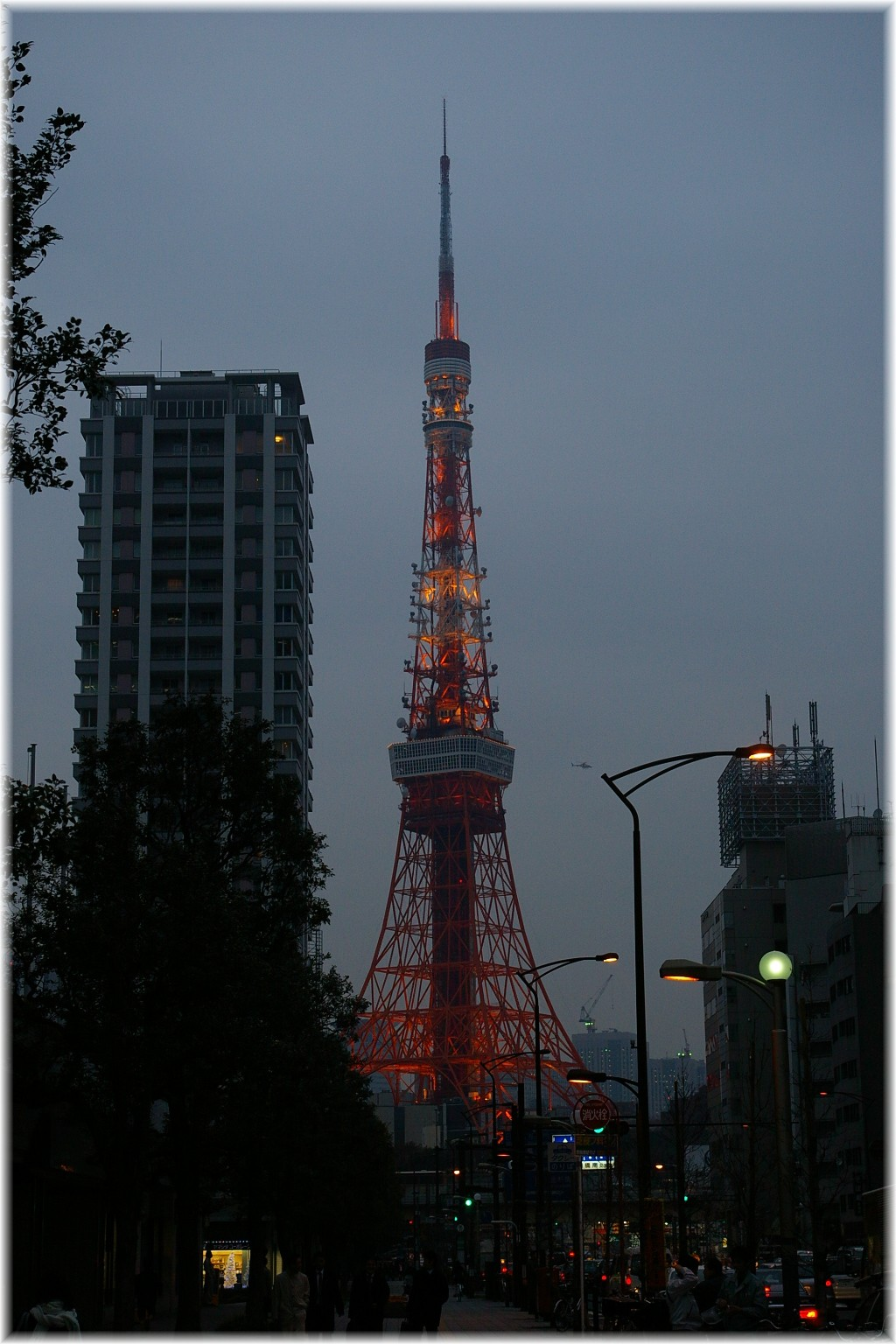
東京タワー
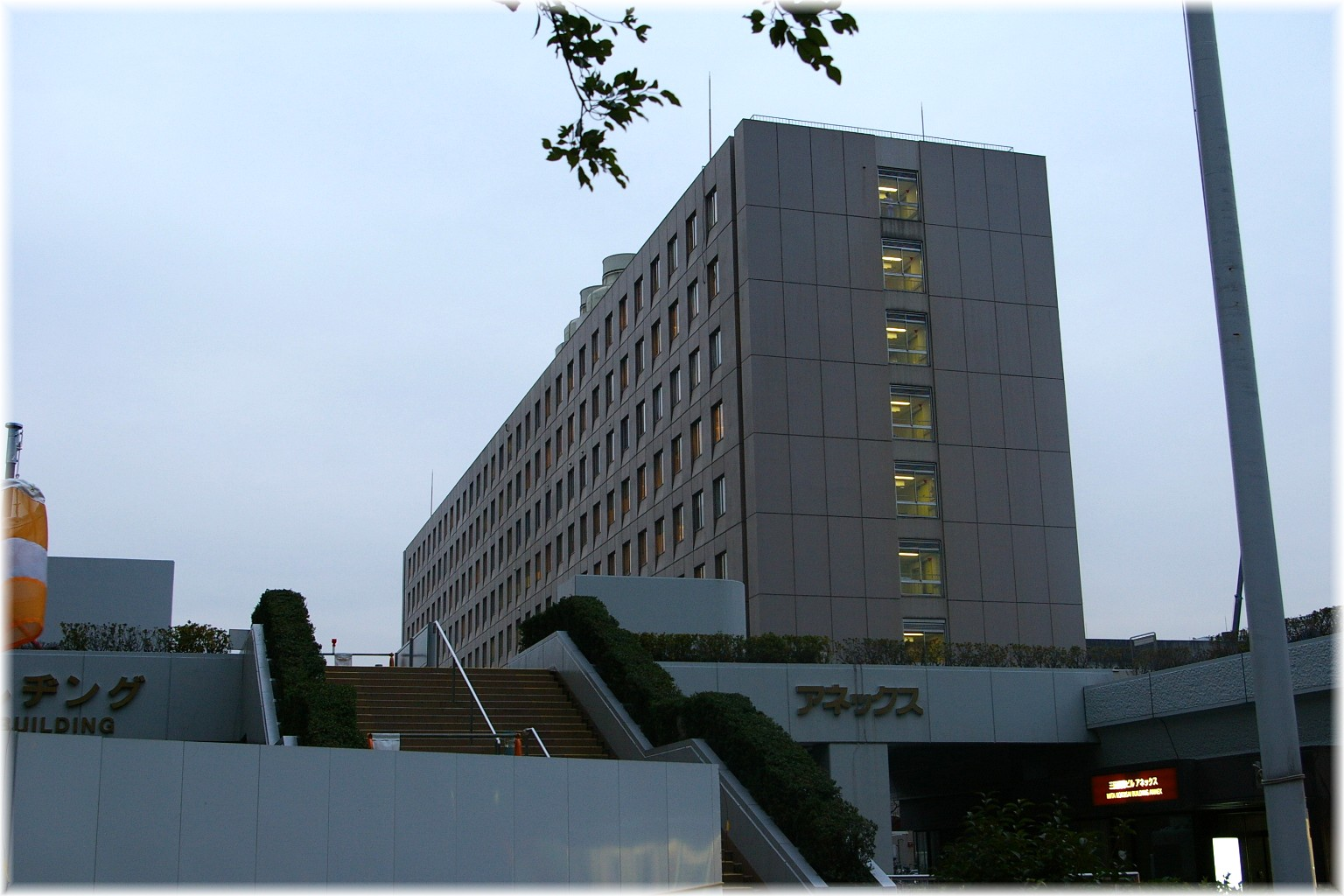
済生会中央病院
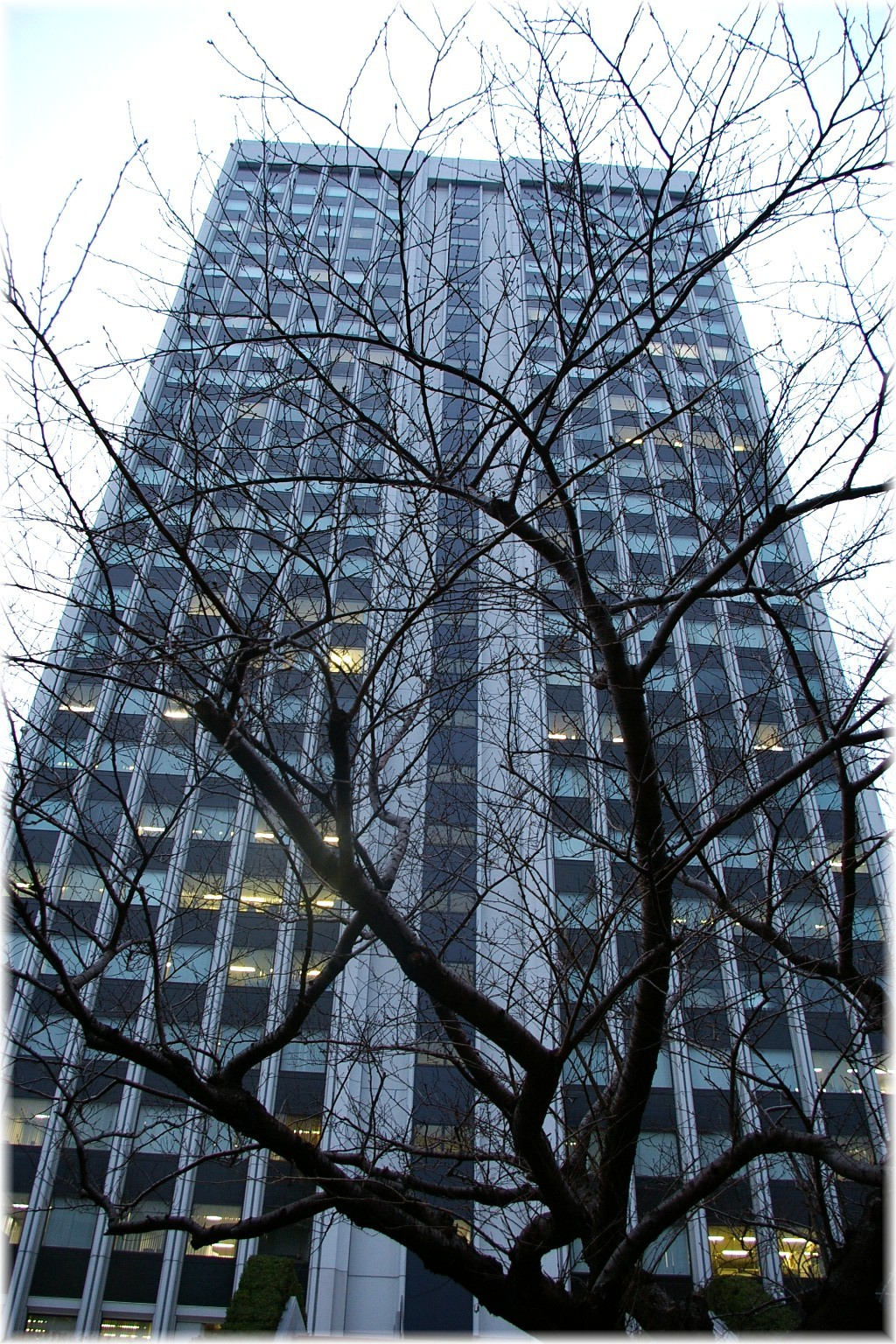
三田国際ビル
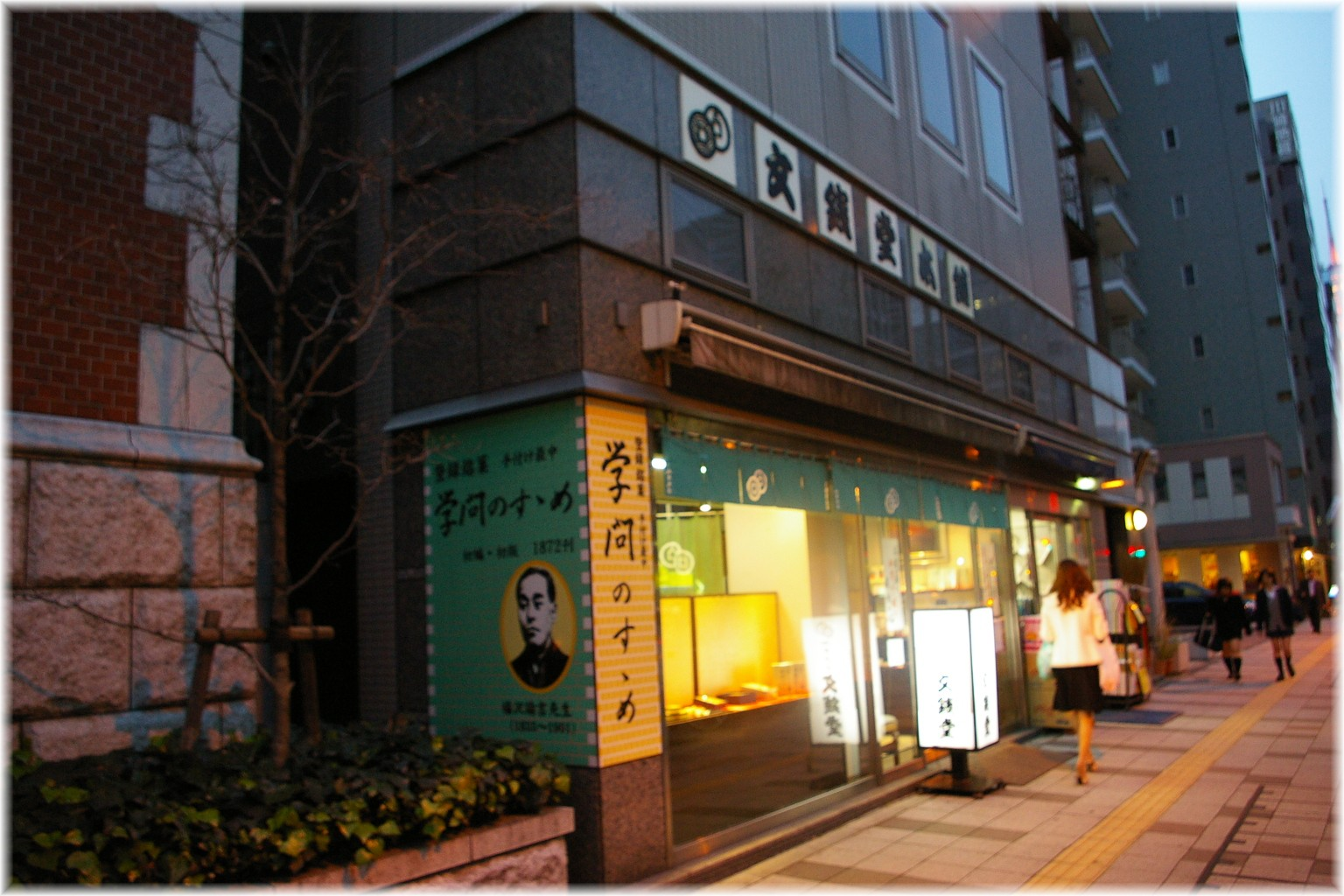
文銭堂本舗
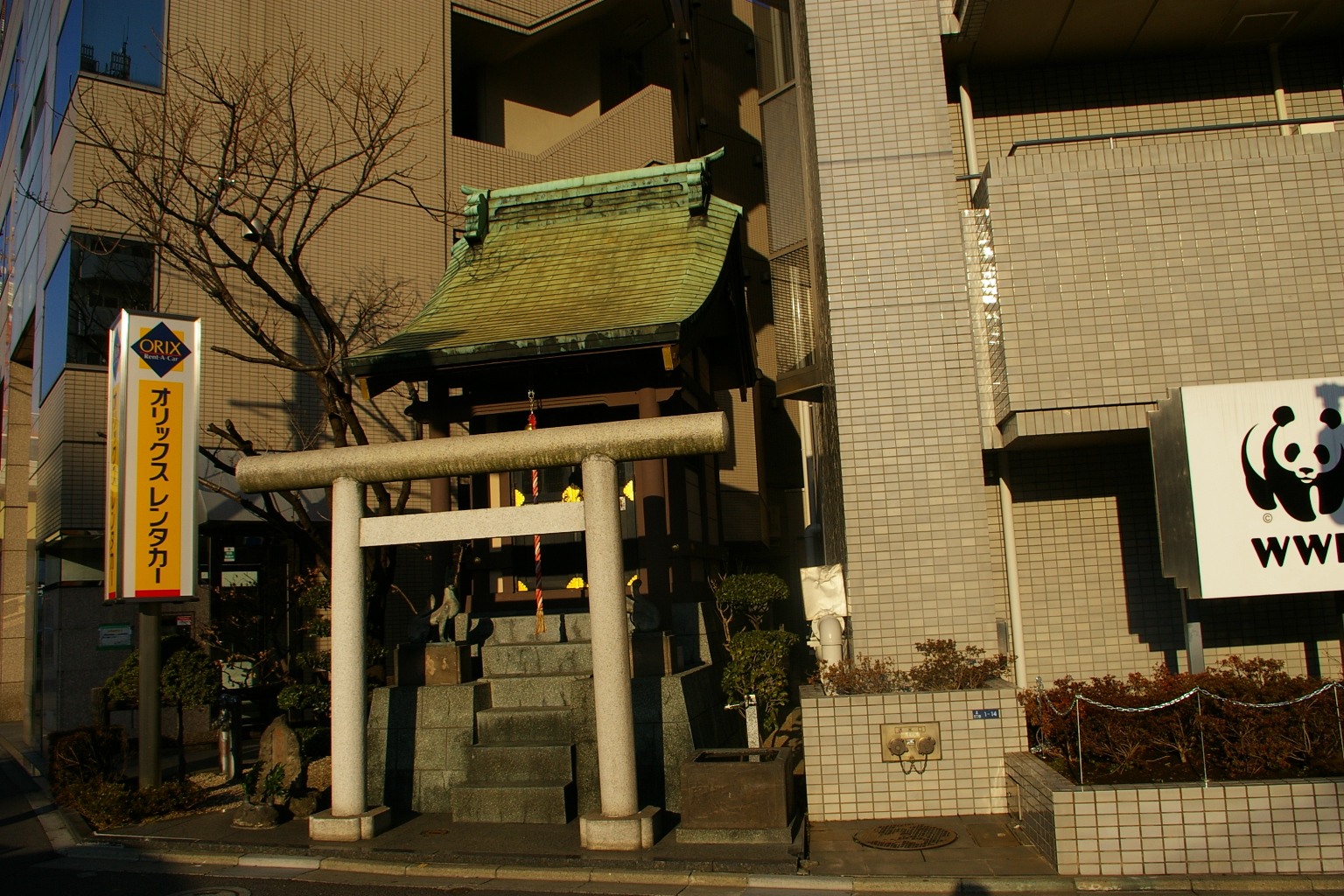
伏見三寳稲荷神社
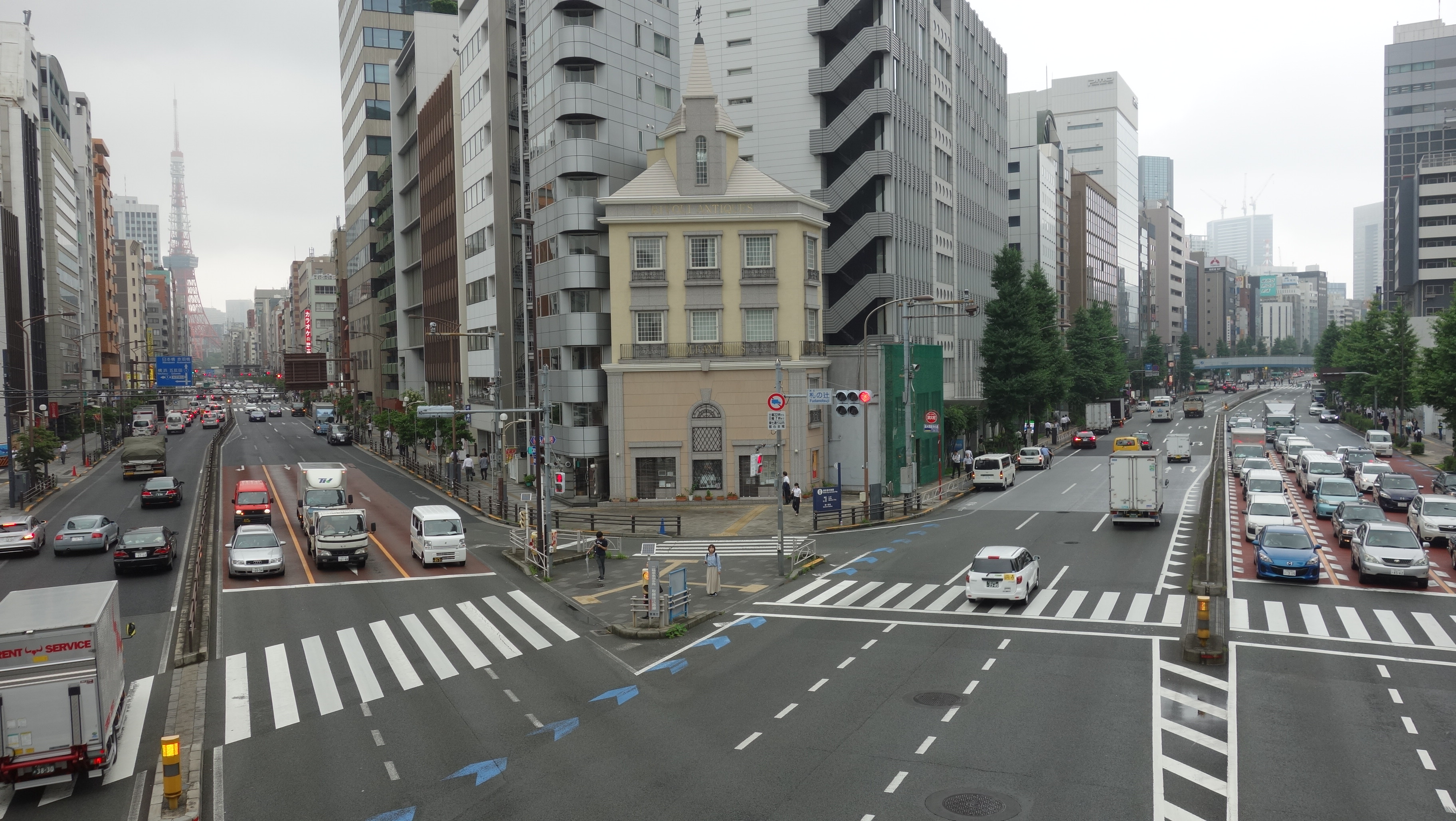
札ノ辻から。左は三田通り 赤羽橋方面、右は第一京浜 芝五丁目方面。